# Fulvetta cinereiceps
La fulveta encapuchada (Fulvetta cinereiceps) es una especie de ave paseriforme de la familia Sylviidae endémica de China.

## Descripción
Es un pájaro pequeño y rechoncho que mide entre 11 y 12 cm de longitud, con una cola relativamente larga. Su cabeza es gris o pardo grisácea, como su espalda y la mayor parte de su cola, y suele presentar unas listas superciliares difusas más oscuras. Sus alas, obispillo y plumas exteriores de la cola son de color canela, con las primarias negruzcas con los bordes gris claro. Las partes inferiores de su cuerpo son blanquecino grisáceas, con la garganta ligeramente moteada. Su pico es corto, negruzco y puntiagudo, y sus ojos son blancos o blanquecinos.

## Distribución y hábitat
Se encuentra en los bosques, zonas de matorral y bambú de gran parte del interior y sureste de China.

## Taxonomía
Como otras fulvetas estaba clasificada en la familia Timaliidae dentro del género Alcippe, pero se trasladó de género y familia cuando se demostró su proximidad genética con los miembros del género Sylvia.
Actualmente se reconocen cuatro subespecies:
- F. c. cinereiceps;
- F. c. guttaticollis;
- F. c. fucata;
- F. c. fessa.

La fulveta de Manipur (Fulvetta manipurensis) y la fulveta de Formosa (Fulvetta formosana) anteriormente se consideraban subespecies de esta especie.